# Église Saint-Pierre de Varces
 (janvier 2012).
Si vous disposez d'ouvrages ou d'articles de référence ou si vous connaissez des sites web de qualité traitant du thème abordé ici, merci de compléter l'article en donnant les références utiles à sa vérifiabilité et en les liant à la section « Notes et références ».
L'église Saint-Pierre de Varces, de style roman, est située sur une petite colline surplombant le village de Varces, aujourd'hui chef-lieu de la commune de Varces-Allières-et-Risset en Isère. Son clocher aurait été construit au cours des XIIe et XIIIe siècles par les Templiers.

## Historique
L'église est consacrée à l'apôtre Saint-Pierre. À l'origine, il n'y a qu'une nef, une chapelle et un chœur en ogive. Puis, à la suite d'un incendie[Quand ?], elle est rénovée, et une crypte est construite pour abriter les tombeaux des seigneurs de Varces. Le clocher roman aurait été bâti par les Templiers au XIIe siècle.
Vers 1840, l'église est agrandie. Aujourd'hui, l'édifice n'a que la chapelle des Pénitents et la crypte qui datent du XIIe siècle.
L'église fait partie de la paroisse Saint-Loup, dans le Diocèse de Grenoble-Vienne. Elle est toujours l'église paroissiale de Varces-Allières-et-Risset.